# Cista (biologija)
V biologiji je cista dormantna stopnja v življenjskem krogu mikroorganizmov, kot so bakterije in protisti, pa tudi nekaterih višjih nevretenčarjev. Organizem v tej obliki ima upočasnjene življenjske procese, preprostejšo telesno zgradbo in odpornejši telesni ovoj, kar mu pomaga preživeti obdobja neugodnih pogojev v okolju, kot so pomanjkanje hranil, izsušitev, spremenjen pH in znižana koncentracija kisika. Vendar ni nujno, da so ciste odpornejše v vseh pogledih. Poleg tega se lahko v fazi ciste dogaja reorganiziranje jedra ali celična delitev, pri zajedavskih vrstah pa je to vmesna stopnja med gostitelji.
Sprememba okoljskih pogojev je signal organizmu za encistiranje – tvorbo ciste. V tej obliki mnogo mikroorganizmov tudi lažje prenaša veter ali voda. Ponovna prisotnost ugodnih okoljskih pogojev znova sproži spremembo iz ciste v normalno aktiven organizem, pri čemer pa natančen signal za večino vrst še ni poznan.
Posebnost so nitaste cianobakterije, pri katerih se del celic ob pomanjkanju primernejšega vira dušika pretvori v heterociste. V njih se ustavi fotosinteza, hkrati razvijejo debelo celično steno, ki preprečuje vstop kisika in omogoči delovanje encima nitrogenaze, s katerim fiksirajo dušik iz zraka. Od sosednjih celic v niti dobivajo druga hranila, njim pa vračajo dušik v obliki aminokislin. Druga posebnost so cistotvorne ogorčice, pri katerih samica ob koncu razvoja jajčec odmre, njena kutikula pa nato postane žilava in zaščiti ličinke v notranjosti.